# Comuna Dobrești, Dolj
Dobrești este o comună în județul Dolj, Oltenia, România, formată din satele Căciulătești, Dobrești (reședința), Georocel, Murta și Toceni.

## Demografie
Componența etnică a comunei Dobrești
     Români (91,07%)
     Alte etnii (8,93%)
Componența confesională a comunei Dobrești
     Ortodocși (90,62%)
     Alte religii (0,4%)
     Necunoscută (8,98%)
Conform recensământului efectuat în 2021, populația comunei Dobrești se ridică la 2.015 locuitori, în scădere față de recensământul anterior din 2011, când fuseseră înregistrați 2.443 de locuitori. Majoritatea locuitorilor sunt români (91,07%). Din punct de vedere confesional, majoritatea locuitorilor sunt ortodocși (90,62%), iar pentru 8,98% nu se cunoaște apartenența confesională.

## Politică și administrație
Comuna Dobrești este administrată de un primar și un consiliu local compus din 11 consilieri. Primarul, Mihail Țiulescu[*], de la Partidul Social Democrat, este în funcție din 2012. Începând cu alegerile locale din 2024, consiliul local are următoarea componență pe partide politice:
|  | Partid                          | Consilieri | Componența Consiliului | Componența Consiliului | Componența Consiliului | Componența Consiliului | Componența Consiliului |
|  | ------------------------------- | ---------- | ---------------------- | ---------------------- | ---------------------- | ---------------------- | ---------------------- |
|  | Partidul Social Democrat        | 5          |                        |                        |                        |                        |                        |
|  | Partidul Național Liberal       | 4          |                        |                        |                        |                        |                        |
|  | Alianța pentru Unirea Românilor | 1          |                        |                        |                        |                        |                        |
|  | Forța Dreptei                   | 1          |                        |                        |                        |                        |                        |